# Дворец Бейлербейи
Дворец Бейлербейи (тур. Beylerbeyi Sarayı) — летняя резиденция султанов Османской империи, расположена на азиатском берегу Босфора.
Дворец был заказан султаном Абдул-Азизом и построен между 1861—1865 в необарочном стиле, но основой стал традиционный план дома, характерный для Османской империи. Важные иностранные гости, посещающие Османскую империю, останавливались в этом дворце в течение летних месяцев. Султаны любили находиться во дворце Долмабахче в течение зимних месяцев и приезжали сюда только на лето из-за умеренного климата. Полы были покрыты плетёными циновками из Египта, от влажности зимой и жары летом. Есть также большие ковры (типа Хереке), которые украшали пол. Богемские хрустальные люстры, французские часы, а также китайские, японские, французские и турецкие фарфоровые вазы украшают дворец. Сады полны различных видов деревьев, с прекрасным видом на пролив Босфор.

## Галерея

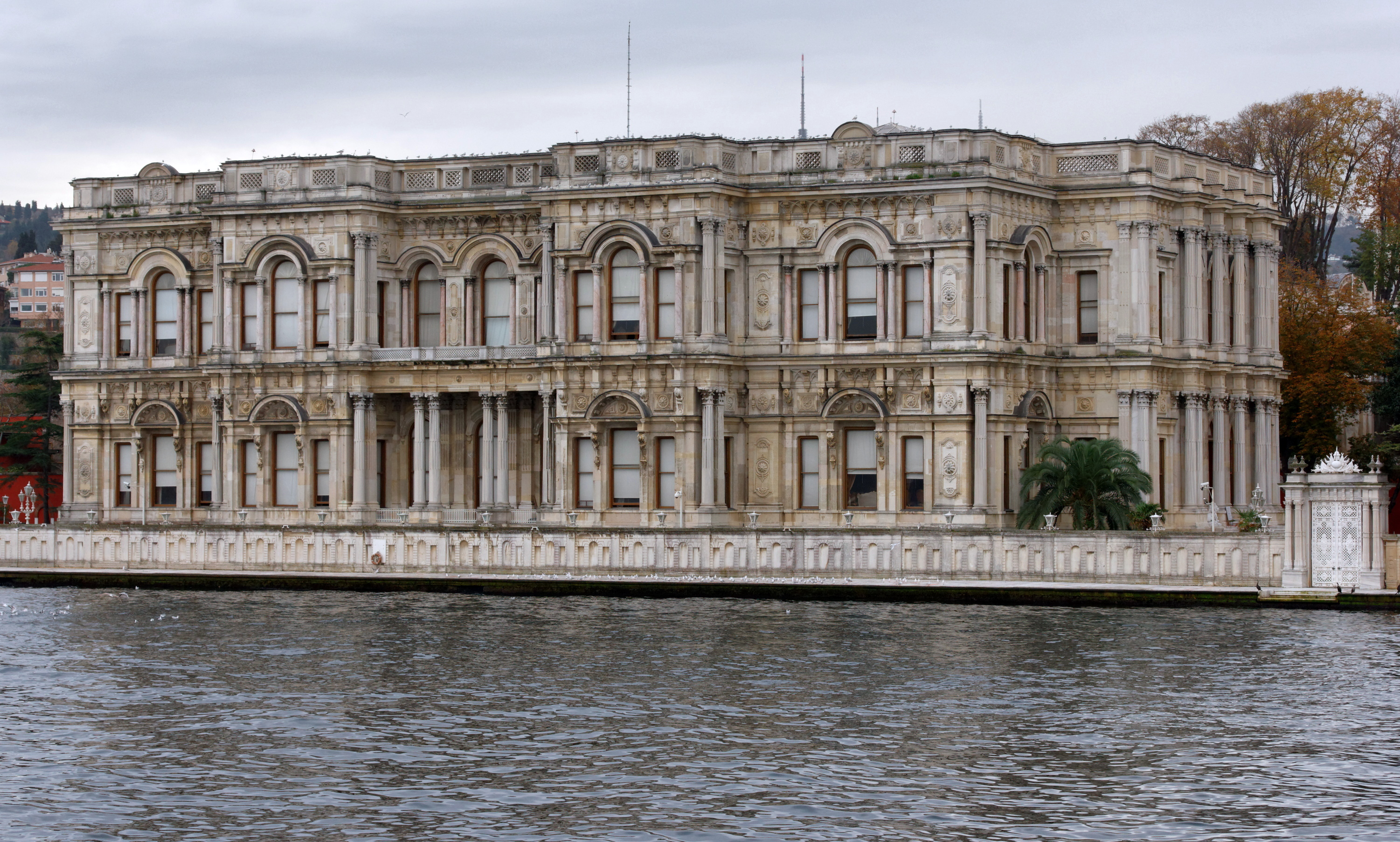
Дворец Бейлербейи
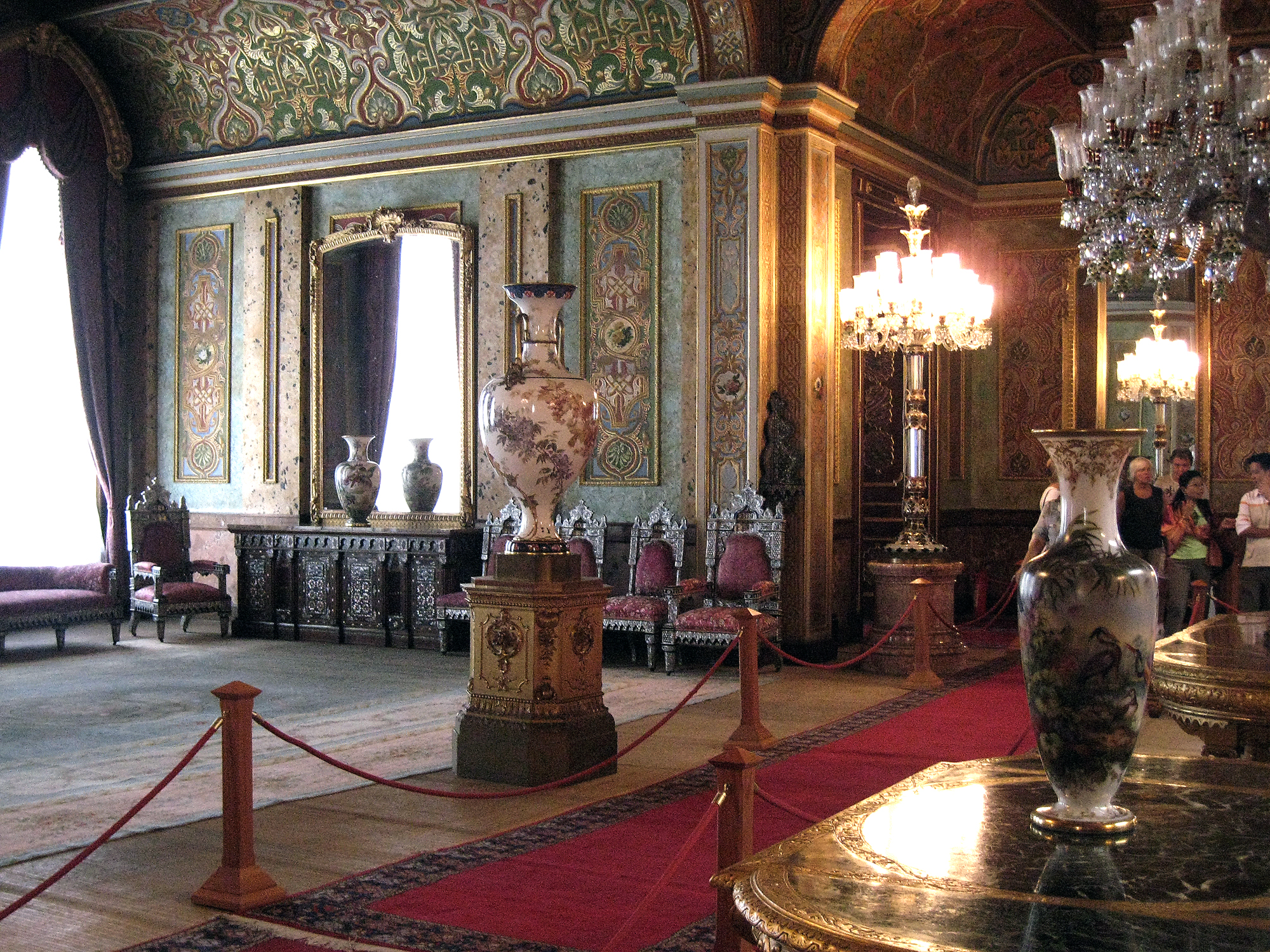
Интерьер
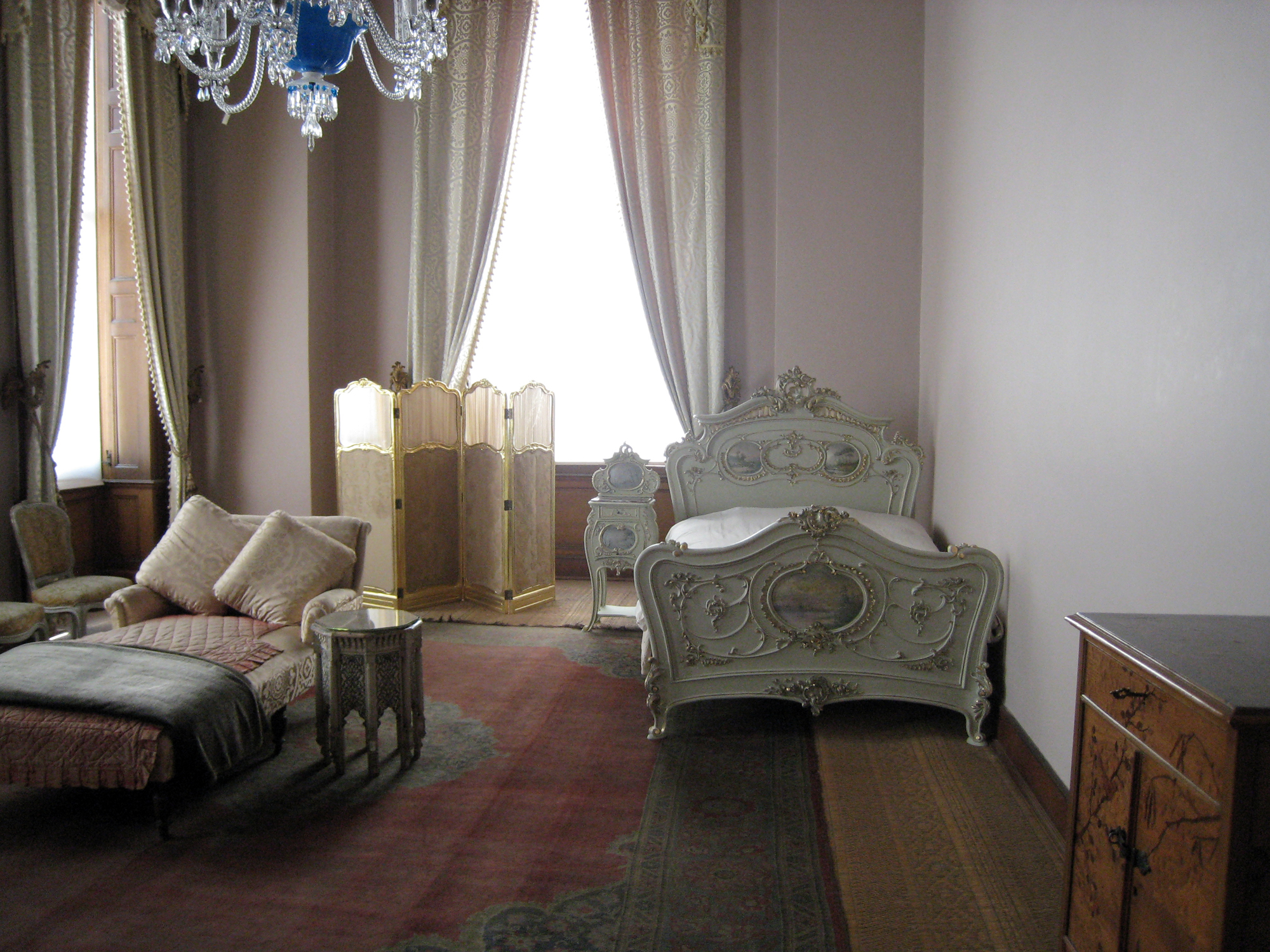
Спальня султана
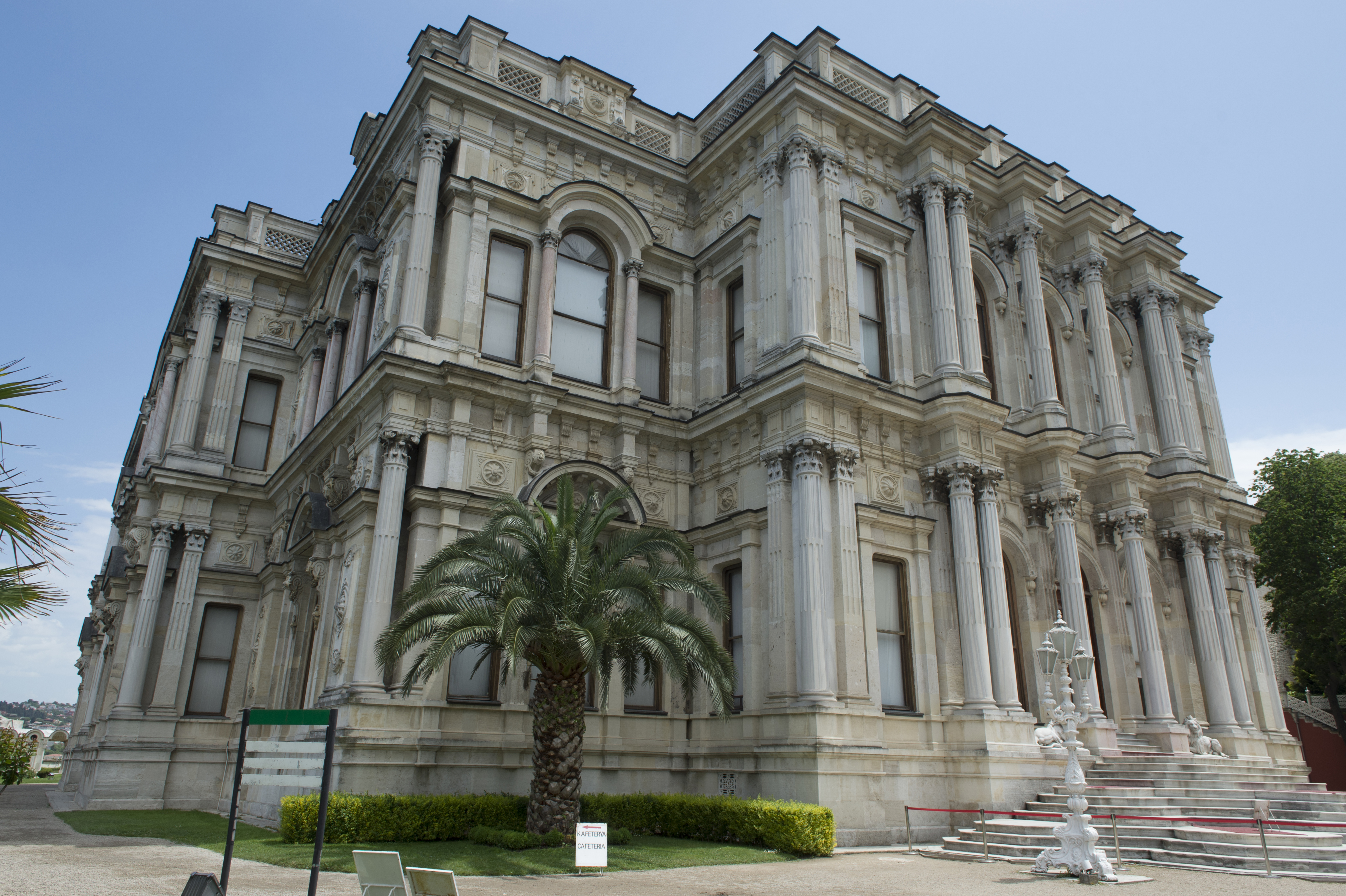
Внешний вид
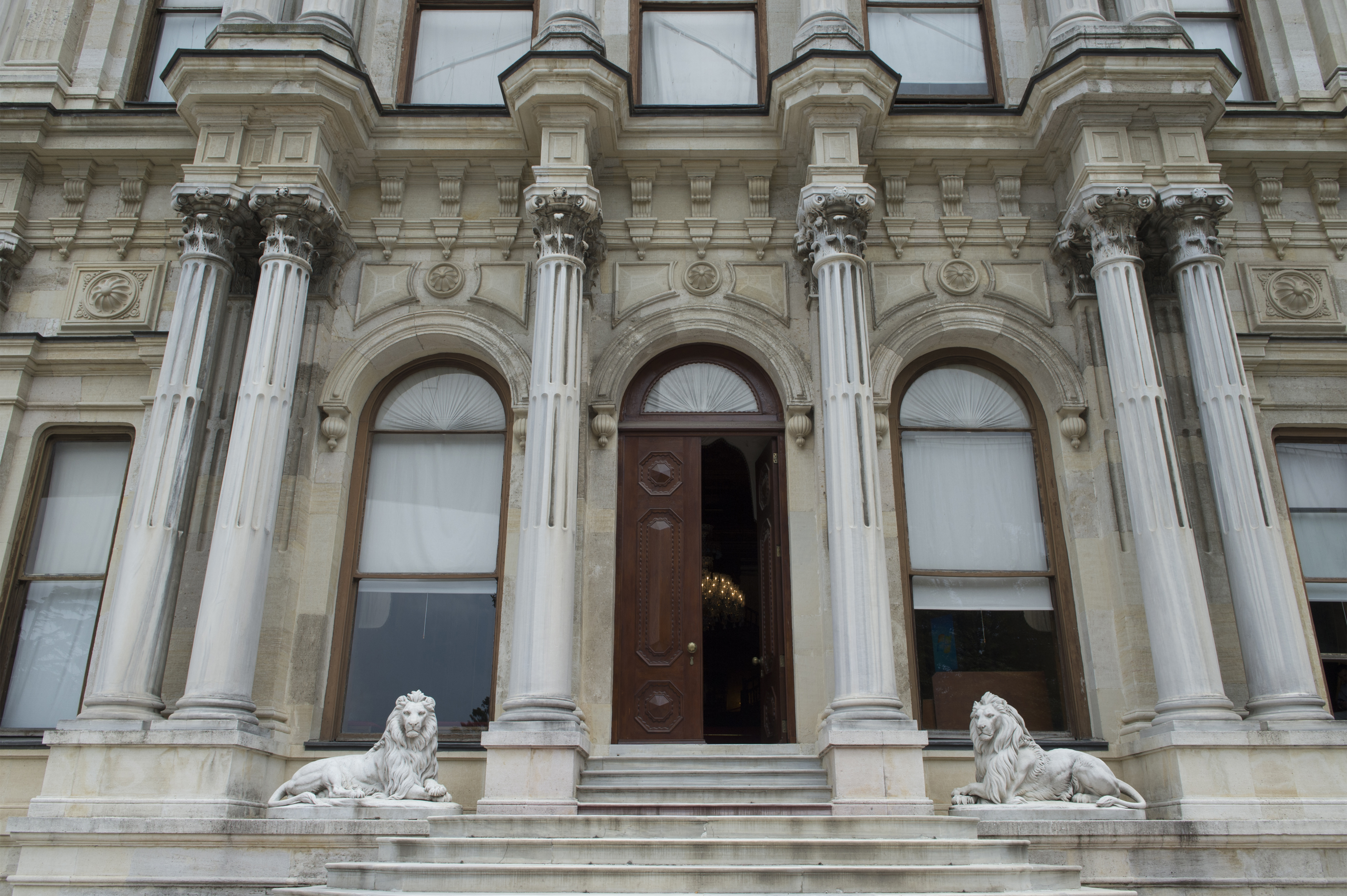
Фасад с лестницей
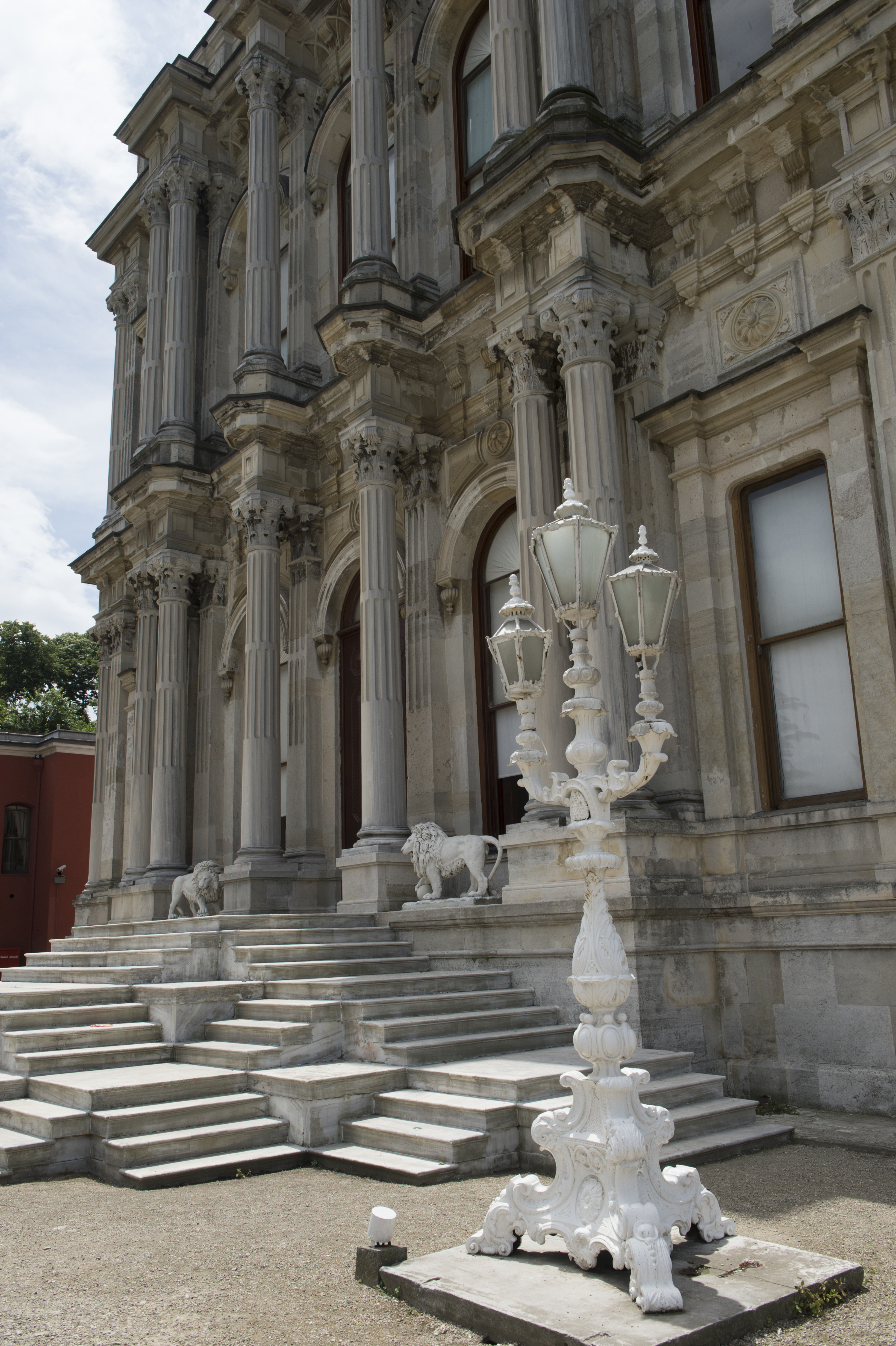
Лестница со стороны
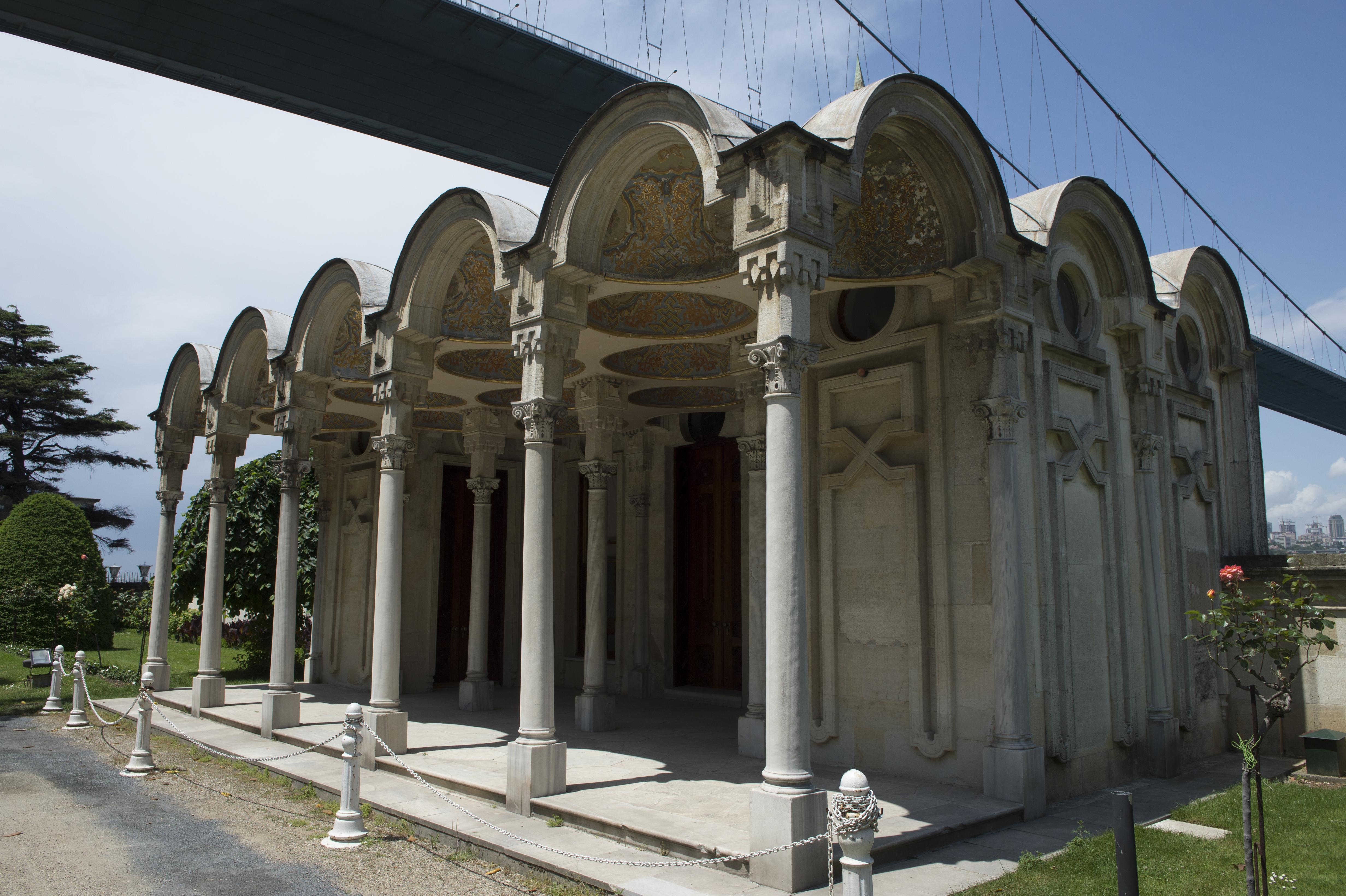
Купальный павильон
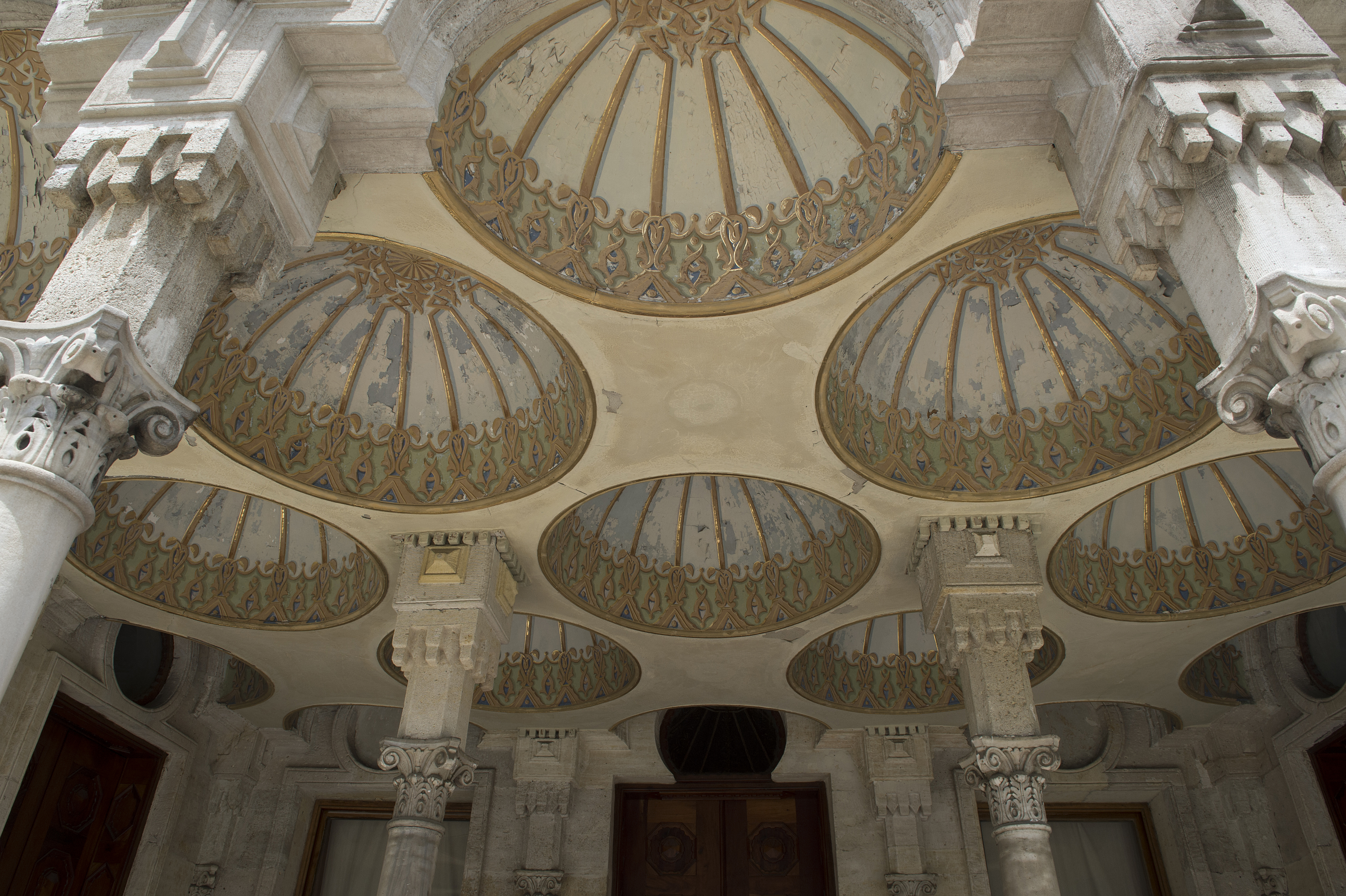
Купальный павильон